# Ефименко, Константин Алексеевич
Константин Алексеевич Ефименко (укр. Костянтин Олексійович Єфименко, род. 26 июня 1975 года Белая Церковь, Киевская область) — украинский предприниматель, промышленник, политик, Министр транспорта и связи Украины (2010), Первый заместитель Министра инфраструктуры Украины (2010 — 2014). Президент хоккейного клуба Белый Барс (Белая Церковь).

## Биография
Родился в городе Белая Церковь 26 июня 1975 года.
В 1992 году окончил Белоцерковскую школу № 13 с серебряной медалью. В 1997 году с отличием окончил экономический факультет Киевского Национального Университета имени Тараса Шевченко по специальности «Бухгалтерский учет и аудит».
Женат, имеет двух дочерей и сына.

## Политическая деятельность
В 2008—2009 годах избирался депутатом Киевского областного совета. Также был членом исполкома Белоцерковского городского совета депутатов.
В период с 11 марта по 9 декабря 2010 года — министр транспорта и связи Украины. После реорганизации соответствующего министерства, в период с 23 декабря 2010 года по 15 апреля 2014 года, занимал должность Первого заместителя Министра инфраструктуры Украины.
В 2015 году баллотировался на пост мэра Белой Церкви, уступив во втором туре с результатом в 39,3 % голосов Геннадию Дыкому.
26 января 2024 года Константин Ефименко вошел в состав Совета по поддержке предпринимательства в условиях военного положения. Соответствующий Указ был подписан Президентом Украины.

## Карьера
- 1995—1996 — эксперт отдела аналитики страховая компания «Вексель».[3]
- 1997—1998 — главный бухгалтер, начальник отдела страховых и финансовых операций, заместитель главы правления страховой компании ОАО «Укргазпромполис».[2]
- 1998—2002 — председатель правления страховой компании ОАО «Укргазпромполис».[2]
- 2002—2008 — заместитель генерального директора по экономике, директор по научно-технической деятельности, директор по экономике и учетной политики ДК «Укртрансгаз» НАК «Нафтогаз Украины»[7]
- 2008—2009 — председатель наблюдательного совета ОАО «Биофарма».[7]
- 2009—2010 — директор ДК «Укртрансгаз» НАК «Нафтогаз Украины».[2]
- С 2014 — президент фармацевтической компании «Биофарма».[7]
- С 2014 — председатель Совета директоров группы компаний «Tribo».[8]
- С 2017 — CEO компании «Биофарма».[7]